# Astragalus turkestanus
Astragalus turkestanus är en ärtväxtart som beskrevs av Aleksandr Andrejevitj Bunge. Astragalus turkestanus ingår i släktet vedlar, och familjen ärtväxter. Inga underarter finns listade i Catalogue of Life.